# Непал в Первой мировой войне
Непал вступил в Первую мировую войну на стороне Антанты.

## Участие в войне
Непальская армия участвовала в Первой мировой войне с батальонами «Первая винтовка», «Калибокс», «Сумшер Дал», «Джаббар Джунг», «Пашупати Прасад», «Бхайраб Натх», «Вторая стрелка», «Бхайрунг» и «Шринатх». Общее количество военнослужащих АН, дислоцированных в Индии в то время, составляло 14 000, хотя некоторые источники утверждают, что их было 16 000. Войска были вооружены винтовками Мартини-Генри и Энфилд. Генерал Бабар Шумшер, генерал Тедж Шумшер и генерал Падма Шумшер были главными командующими. Дисциплина, профессионализм и приспособляемость непальских солдат пользовались уважением во время Первой мировой войны. Вдобавок Непал также направил почти двести тысяч солдат и пропорционально больший процент мужчин военного возраста, чем большинство стран, для сражений в составе самой британской индийской армии. Непал предоставил британскому правительству 1 миллион фунтов стерлингов.
Включая непальцев в других подразделениях, таких как военная полиция Бирмы, в военных действиях участвовало около 100 000 человек, по меньшей мере 10 000 были убиты и еще 14 000 ранены или пропали без вести. Хотя утверждение одного из непальских историков о том, что по отношению к его населению (тогда около 5 миллионов) потери Непала были больше, чем у любой другой страны, явно не соответствует действительности, вклад Непала был значительным.

## Последствия
В качестве компенсации Чандра предпочёл бы вернуть часть или всю территорию, утраченную по Сугаульскому договору, но это оказалось невозможным, и вместо этого Непал получал ежегодную субсидию в размере 1 миллиона рупий. Последующие махараджи продолжали настаивать на предоставлении земли. Договор 1923 года между Великобританией и Непалом, прямо признающий полную независимость Непала, также частично стал наградой за помощь в военное время, хотя вероятно и преследовал личную цель Великобритании — использовать войска Непала для подавления возможных восстаний в Индии.
Отток населения в военные годы как военной, так и невоенной занятости был настолько велик, что в Непале ощущалась нехватка рабочей силы в сельском хозяйстве и новобранцев для собственной армии Непала. Премьер-министру Чандре даже пришлось просить британцев запретить непальцам работать в чайных садах и других подобных гражданских профессиях. Однако ежегодный набор в Бригаду гуркхов возобновился после 1918 года и последствия войны привели лишь к всплескам роста населения. Около трети тех, кто служил в британских индийских полках гуркхов во время Первой мировой войны, не вернулись в Непал, чаще всего поселяясь в горных районах северо-западной или северо-восточной Индии, где они ранее дислоцировались.